# Física clàssica

Dinamòmetre

El terme física clàssica s'acostuma a utilitzar en la història de la física i en els manuals de física general per a agrupar les teories de la física des de Newton fins a principis del segle xx, fins al sorgiment de la relativitat general i la mecànica quàntica, teories que iniciarien la física moderna. Tanmateix no hi ha consens entre els historiadors de la física, no hi ha un criteri que permeti classificar de manera clara els físics i el seu treball com a "clàssic", i alguns fins i tot n'eviten el terme. Tampoc el terme de física moderna sembla, avui dia, el més adequat per a un conjunt de teories que van ser formulades a principis del segle xx.
La física clàssica no ens dona una descripció exacta de l'univers, però és una bona aproximació per a la nostra vida diària, perquè els seus resultats són força acceptables quan la matèria es mou a una velocitat menor a l'1% de la velocitat de la llum, els objectes són prou grans com per a ser observats amb un microscopi i només hi actua una gravetat feble, com la del camp gravitatori de la Terra.
Els experiments acumulats al llarg de la segona meitat del segle xix demostraren que la física clàssica era incapaç d'explicar satisfactòriament determinats fenòmens, just en el moment en què es pensava que la física era ben a prop de ser una ciència "tancada". Les teories que ampliaren i superaren la física clàssica són la teoria de la relativitat, per a sistemes que es mouen a grans velocitats, a prop de la velocitat de la llum, la mecànica quàntica per a sistemes d'escales molt petites i la mecànica quàntica relativista aplicable a partícules que es mouen a grans velocitats.
Els grans camps de la física clàssica són:
- La mecànica clàssica, basada en les lleis de Newton,

- en formulació newtoniana,
- en formulació de Lagrange i de Hamilton.

- L'electrodinàmica clàssica, basada en les lleis de Maxwell, i els camps derivats, com l'òptica.
- La termodinàmica i la mecànica estadística clàssica.